# ياغ بستلو (أوتش هاتشا)
ياغ بستلو (بالفارسية: یاغ‌بستلو) هي منطقة سكنية تقع في إيران في قسم أوتش هاتشا الریفي. يقدر عدد سكانها بـ 85 نسمة .